# 최초고용계약

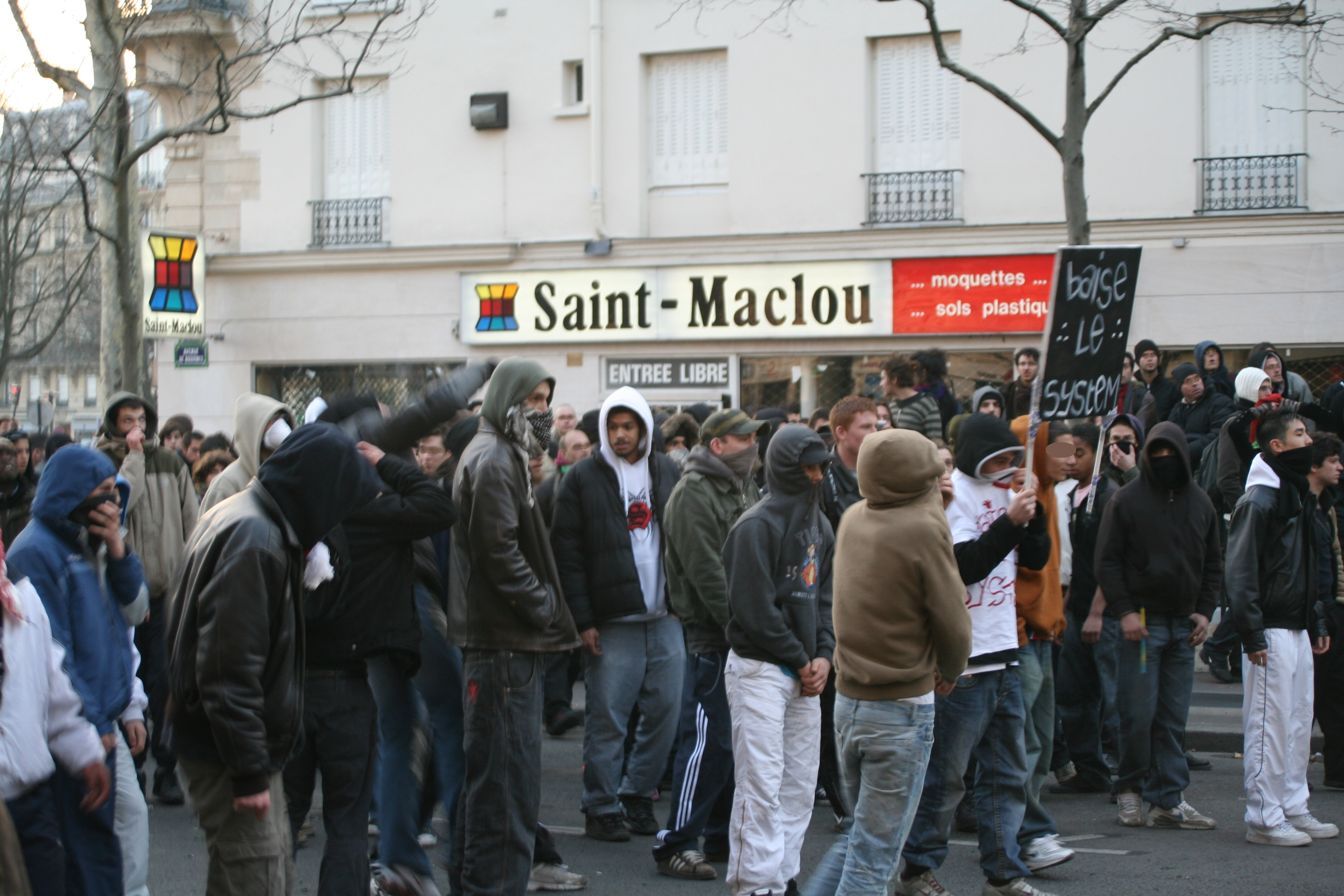
2006년 3월 18일, 파리에서 일어난 최초고용계약에 반대하는 시위

최초고용계약(프랑스어: Contrat première embauche, CPE)은 2006년 3월 9일 찬성 179 대 반대 127로 의회를 통과하여 2006년 4월 말부터 효력이 발생하도록 예정되었던 프랑스 노동법이다. 최초고용계약은 고용인이 26세 이하의 피고용인을 채용 후 2년간의 수습기간 동안에는 정당한 사유가 없어도 해고할 수 있게 함으로써, 더 쉽게 해고할 수 있도록 되어 있다. 이는 해당 2년간 이른바 입증책임의 부과 대상을 역전시킨 것으로,고용인이 해고의 정당성을 입증해야하는 것이 아니라, 피고용인이 해고의 부당성을 증명하도록 한 것이다.

## 찬반논란
최초고용계약의 지지자들은 이 노동법이, 프랑스내 실업난, 특히 가난한 젊은이들의 실업난을 해소해줄 것이라 믿었다.
이들은 최초고용계약이 해고를 더 쉽게 할 수 있도록 하여, 고용인들의 신규 인력 채용에 대한 부담을 감소시키고, 프랑스의 심각한 청년실업난 해소를 감소시킬 수 있다고 보았다. 프랑스의 강력한 고용 보장정책을 해고를 쉽게 하는 것으로 완화시키면, 신규인력 채용에 대해 부담을 덜 갖게 되어, 구인자들이 청년 구직자들을 고용할 것이라고 본 것이다.
한편, 대부분의 좌파 정치단체 및 Union for French Democracy와 같은 일부 우파 단체들 그리고 프랑스 국민의 64%가 이 법을 반대하였다. 반대자들은 이 법을 이른바 "클리넥스 계약"이라면서 비판적으로 부른다. 이는 고용인들이 젊은이들을 화장지처럼 필요할때는 쓰다가 필요없어지면 버릴 수 있다고 인식하게 만들 것이라는 논리이다. 최초고용계약은 도미니크 드빌팽 프랑스 총리가 제안하였다. 자크 시라크 프랑스 대통령은 3월 31일 저녁 최초고용계약을 인준하였으나, 이와 동시에 2년간의 해고가능기간을 1년으로 줄이는 것과, 해고의 이유를 고용주가 입증해야 하는 요지를 가지는 새로운 법을 도입할 것을 정부에 요청하였다.

## 폐지
최초고용계약법은 고용계약법의 적용대상자인 청년들과 노동계 그리고 야당의 거센 반발을 샀다.
소르본대학교를 시작으로 프랑스의 대학생들은 “정부가 청년들을 부당하게 차별하고 있다”, “우리는 일회용 휴지(클리넥스)가 아니다”라고 외치며 시위를 벌였으며,경찰의 소르본대학교 시위진압을 계기로 시위의 불길이 확산되어 프랑스 대학교 16곳이 봉쇄되었다. 고용계약법 반대 시위에는 노동계와 야당정치인들도 참여하여 150만명이나 참여한 대규모 시위가 발생하기도 하였다.
프랑스 노동계에서도 2006년 3월 27일 CPE를 즉각 철회하지 않으면 총파업을 벌이겠다고 선언할 정도로, 고용계약법에 대한 반발은 상당하였다. 결국 4월 10일 고용계약법 시행에 대해 강경입장을 보이던 프랑스 정부는 최초고용계약을 폐기하고 다른 법률로 대체하겠다고 발표하였다.

## 같이 보기
- 노동 빈곤층